# Michael Wolgemut

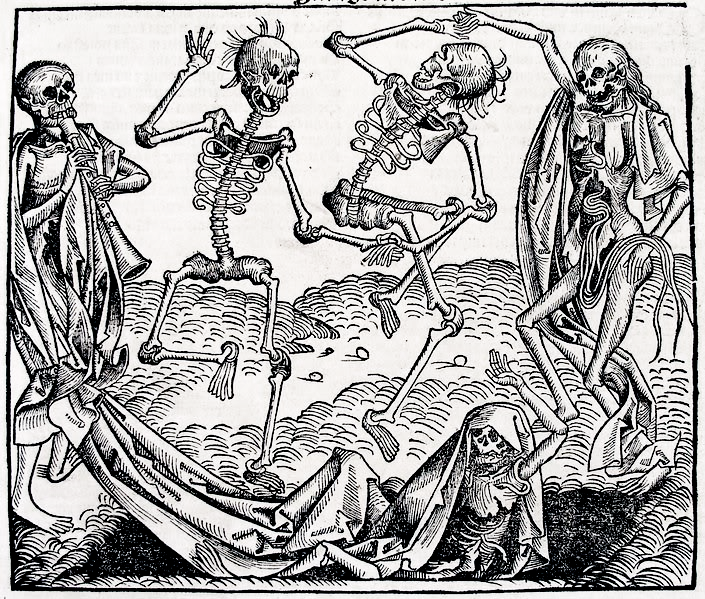
Danse macabre – Michael Wolgemut, grafika z 1493 r.

Michael Wolgemut (ur. 1434 w Norymberdze, zm. 30 listopada 1519 tamże) – niemiecki malarz i drzeworytnik, nauczyciel Albrechta Dürera.
Kształcił się zapewne we Flandrii. Zaraz po 1460 powrócił do Norymbergi. W 1465 pracował w pracowni Pleydenwurffa nad Ołtarzem z Hof, gdzie namalował sceny Zmartwychwstania i Górę Oliwną. W latach 1470–1471 pracował w Monachium u Gabriela Mälesskirchera. W 1473 roku przejął pracownię malarską po Hansie Pleydenwurffie; rok wcześniej poślubił wdowę po nim. Pierwszym dziełem, którego autorstwo jest udokumentowane jest Ołtarz w Zwickau z 1479 roku. 
Uczniem Michaela Wolgemuta był Albrecht Dürer, a jego sztuka inspirowała prawdopodobnie większość dzieł Mistrza ołtarza z Gościszowic. 
Wraz ze swoim pasierbem Wilhelmem Pleydenwurffem zilustrował Kronikę Świata Hartmanna Schedla.